# Mounes-Prohencoux
Mounes-Prohencoux è un comune francese di 198 abitanti situato nel dipartimento dell'Aveyron nella regione dell'Occitania.

## Società

### Evoluzione demografica
Abitanti censiti